# Список наград и номинаций «Симпсонов»

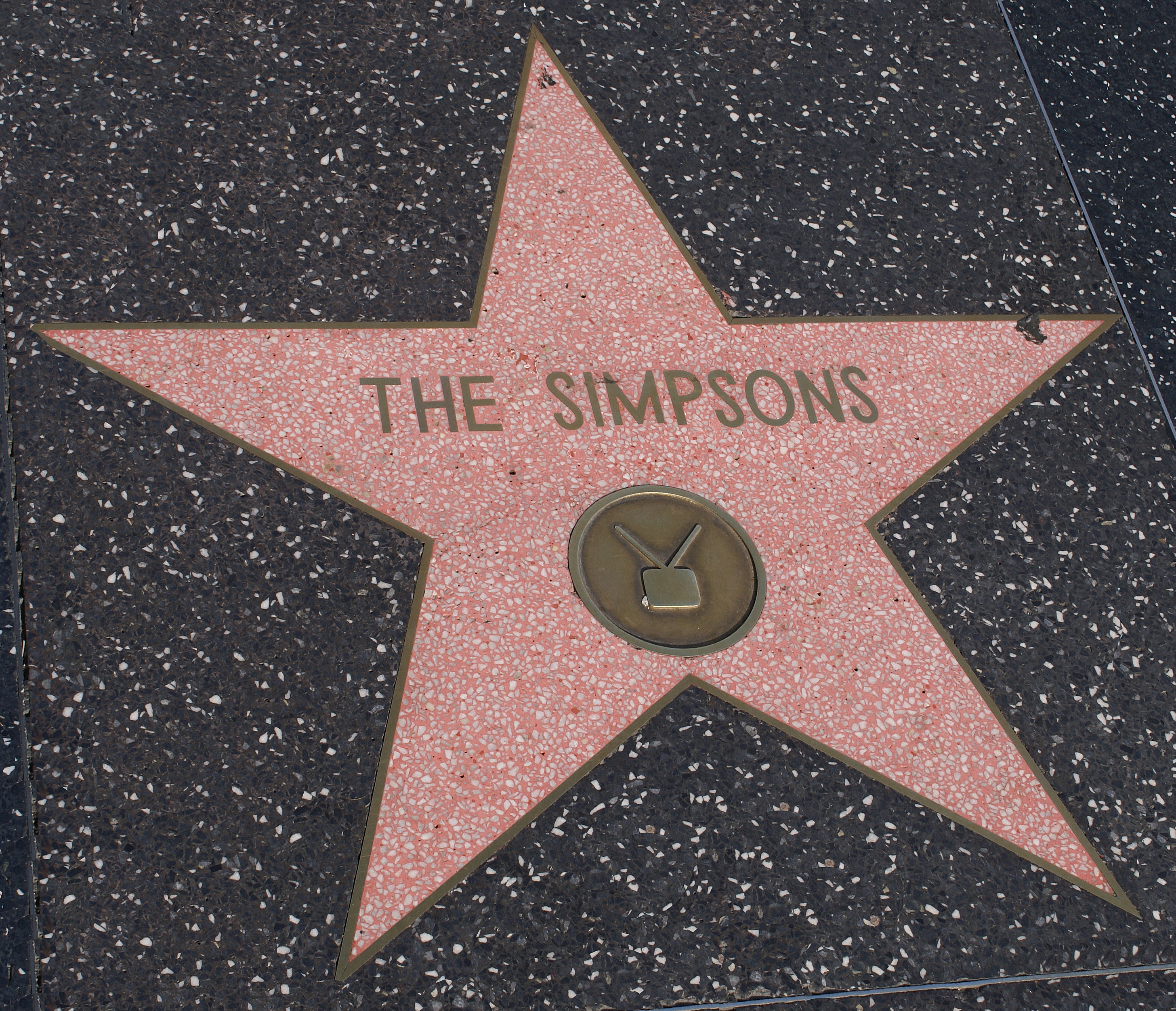
Звезда «Симпсонов» в Голливуде

«Симпсоны» содержат десятки известных наград и премий, которыми мультсериал был отмечен за последние тридцать лет, среди которых 34 Прайм-таймовых премий «Эмми» и 30 премий Энни, вручаемых ассоциацией АСИФА. Продюсер сериала Джеймс Брукс одиннадцатикратно награждался премией «Эмми» за работу над Симпсонами, и установил тем самым рекорд по количеству этих наград. «Симпсоны» стали первым мультипликационным сериалом, удостоенным премии Пибоди. В 2000 году телесериал получил собственную звезду на Голливудской «Аллея славы» (на иллюстрации справа).
Помимо награждения многочисленными телевизионными премиями, «Симпсоны» дважды занесены в книгу рекордов Гиннесса — как самый долгоиграющий мультсериал (англ. Longest-Running Primetime Animated Television Series) и как сериал с наибольшим количеством приглашённых знаменитостей.

## Награды

### Энни
Премией «Энни» с 1972 года награждаются исключительно мультипликационные фильмы и сериалы. Телесериал «Симпсоны» 30-кратно становился лауреатом «Энни», 12 раз в категории «Лучшая мультипликационная продукция».
| Год  | Категория                                                                                       | Номинант | Результат |
| ---- | ----------------------------------------------------------------------------------------------- | --- | --------- |
| 1992 | Лучший анимационный телесериал                                                                  | | Победа    |
| 1993 | Лучшая анимационная телевизионная программа                                                     | | Победа    |
| 1994 | Лучшая анимационная телевизионная программа                                                     | | Победа    |
| 1994 | Лучшее индивидуальное достижение для творческого надзора в сфере анимации                       | Дэвид Силвермэн | Номинация |
| 1995 | Лучшая анимационная телевизионная программа                                                     | | Победа    |
| 1995 | Озвучка в области анимации                                                                      | Нэнси Картрайт | Победа    |
| 1996 | Лучшая анимационная телевизионная программа                                                     | | Победа    |
| 1997 | Лучшая анимационная телевизионная программа                                                     | | Победа    |
| 1997 | Лучшая режиссура в телевизионном производстве                                                   | Майк Андерсон за «Homer’s Phobia» | Победа    |
| 1997 | Лучшая музыка в телевизионном производстве                                                      | Альф Клаузен | Победа    |
| 1997 | Лучшая постановка в телевизионном производстве                                                  | Эл Джин и Майк Рейсс за «The Springfield Files» | Победа    |
| 1997 | Лучшая озвучка исполнительницы в телевизионном производстве                                     | Мэгги Розуэлл за «Simpsoncalifragilisticexpiala(Annoyed Grunt)cious» | Номинация |
| 1998 | Выдающиеся достижения в анимационной программе, выходящей в праймтайм                           | | Победа    |
| 1998 | Выдающаяся музыка в анимационном телевизионном производстве                                     | Альф Клаузен и Кен Килер за «You’re Checkin' In», «The City of New York Vs. Homer Simpson» | Победа    |
| 1998 | Выдающаяся режиссура в анимационном телевизионном производстве                                  | Джим Рирдон за «Trash of the Titans» | Победа    |
| 1999 | Выдающиеся достижения в анимационной телевизионной программе                                    | | Победа    |
| 1999 | Лучший сценарий в анимационном телевизионном производстве                                       | Тим Лонг, Ларри Дойл и Мэтт Селман за «Simpsons Bible Stories» | Победа    |
| 2000 | Выдающиеся достижения в анимационной программе, выходящей в праймтайм                           | | Победа    |
| 2000 | Выдающаяся музыка в анимационном телевизионном производстве                                     | Альф Клаузен за «Behind the Laughter» | Победа    |
| 2001 | Выдающиеся достижения в анимационной программе Праймтайм                                        | | Победа    |
| 2001 | Выдающееся сценарий в анимационном телевизионном производстве                                   | Эл Джин за «HOMR» | Номинация |
| 2002 | Лучшая анимационная телевизионная продукция                                                     | | Победа    |
| 2003 | Выдающиеся достижения в производстве анимационного телевидения                                  | | Победа    |
| 2003 | Лучшая режиссура в анимационном телевизионном производстве                                      | Стивен Дин Мур за «’Scuse Me While I Miss the Sky» | Победа    |
| 2003 | Выдающаяся музыка в анимационном телевизионном производстве                                     | Альф Клаузен, Кен Килер и Иан Макстон-Грэхэм за «Dude, Where's My Ranch?» | Победа    |
| 2003 | Лучший сценарий в анимационном телевизионном производстве                                       | Мэтт Уорбёртон за «Three Gays of the Condo» | Победа    |
| 2006 | Лучший сценарий в анимационном телевизионном производстве                                       | Иан Макстон-Грэхэм за «The Seemingly Never-Ending Story» | Победа    |
| 2007 | Выдающаяся музыка в анимационном телевизионном производстве                                     | Альф Клаузен и Майкл Прайс за «Yokel Chords» | Победа    |
| 2007 | Лучший сценарий в анимационном телевизионном производстве                                       | Иан Макстон-Грэхэм и Билли Кимбалл за «24 Minutes» | Победа    |
| 2008 | Лучшая анимационная телевизионная продукция                                                     | | Номинация |
| 2008 | Лучшая режиссура в анимационном телевизионном производстве                                      | Боб Андерсон за «Treehouse of Horror XIX» | Номинация |
| 2008 | Лучший сценарий в анимационном телевизионном производстве                                       | Джоэл Коэн за «The Debarted» | Номинация |
| 2009 | Лучшая анимационная телевизионная продукция                                                     | | Номинация |
| 2009 | Лучший сценарий в анимационном телевизионном производстве                                       | Даниэль Чун за «Treehouse of Horror XX» | Победа    |
| 2009 | Лучший сценарий в анимационном телевизионном производстве                                       | Валентина Гарза за «Four Great Women and a Manicure» | Номинация |
| 2009 | Лучший сценарий в анимационном телевизионном производстве                                       | Иан Макстон-Грэхэм и Билли Кимбалл за «Gone Maggie Gone» | Номинация |
| 2010 | Лучшая анимационная телевизионная продукция                                                     | | Номинация |
| 2010 | Лучшая режиссура в телевизионном производстве                                                   | Боб Андерсон | Номинация |
| 2010 | Выдающаяся музыка в анимационном телевизионном производстве                                     | Тим Лонг, Элф Клаузен, Брет Маккензи и Джемейн Клемент за «Elementary School Musical» | Номинация |
| 2010 | Лучший сценарий в анимационном телевизионном производстве                                       | Джон Фринк за «Stealing First Base» | Номинация |
| 2011 | Лучшая общая анимационная телевизионная продукция                                               | | Победа    |
| 2011 | Лучшая режиссура в телевизионном производстве                                                   | Мэттью Настук | Победа    |
| 2011 | Лучший сценарий в анимационном телевизионном производстве                                       | Кэролин Омайн за «Treehouse of Horror XXII» | Победа    |
| 2012 | Лучший анимационная короткая тема                                                               | Билл Плимптон за сцену на диване в «Beware My Cheating Bart» | Номинация |
| 2012 | Выдающаяся музыка в анимационном телевизионном производстве или другое место проведения вещания | Альф Клаузен за «Treehouse of Horror XXIII» | Номинация |
| 2012 | Лучшая постановка дизайна в анимационном телевидении или другое место проведения вещания        | Линна Бланкеншип, Шон Кунс, Хью Макдональд, Дебби Петерсон, Чарльз Рагинс, Лэнс Уайлдер, Даррел Боуэн, Джон Крауз, Кевин Мур, Брент М. Боуэн, Брайс Маллиер, Стивен Фахи, Дима Маланичев, Карен Бауэр, Эли Балсер и Энн Ледж за «Moe Goes From Rags To Riches» | Номинация |
| 2012 | Лучший сценарий в анимационном телевизионном производстве или другое место проведения вещания   | Иан Макстон-Грэхэм и Билли Кимбалл за «How I Wet Your Mother» | Номинация |
| 2012 | Лучший сценарий в анимационном телевизионном производстве или другое место проведения вещания   | Стефани Гиллис за «A Tree Grows in Springfield» | Номинация |
| 2017 | Лучшая общая аудитория анимационного ТВ /производство вещания                                   | Barthood | Номинация |
| 2017 | Лучший сценарий в анимационном телевизионном производстве или другое место проведения вещания   | Дэн Грини за «Barthood» | Номинация |
| 2017 | Лучший сценарий в анимационном телевизионном производстве или другое место проведения вещания   | Роб ЛаЗебник за «The Burns Cage» | Номинация |

### British Comedy Awards

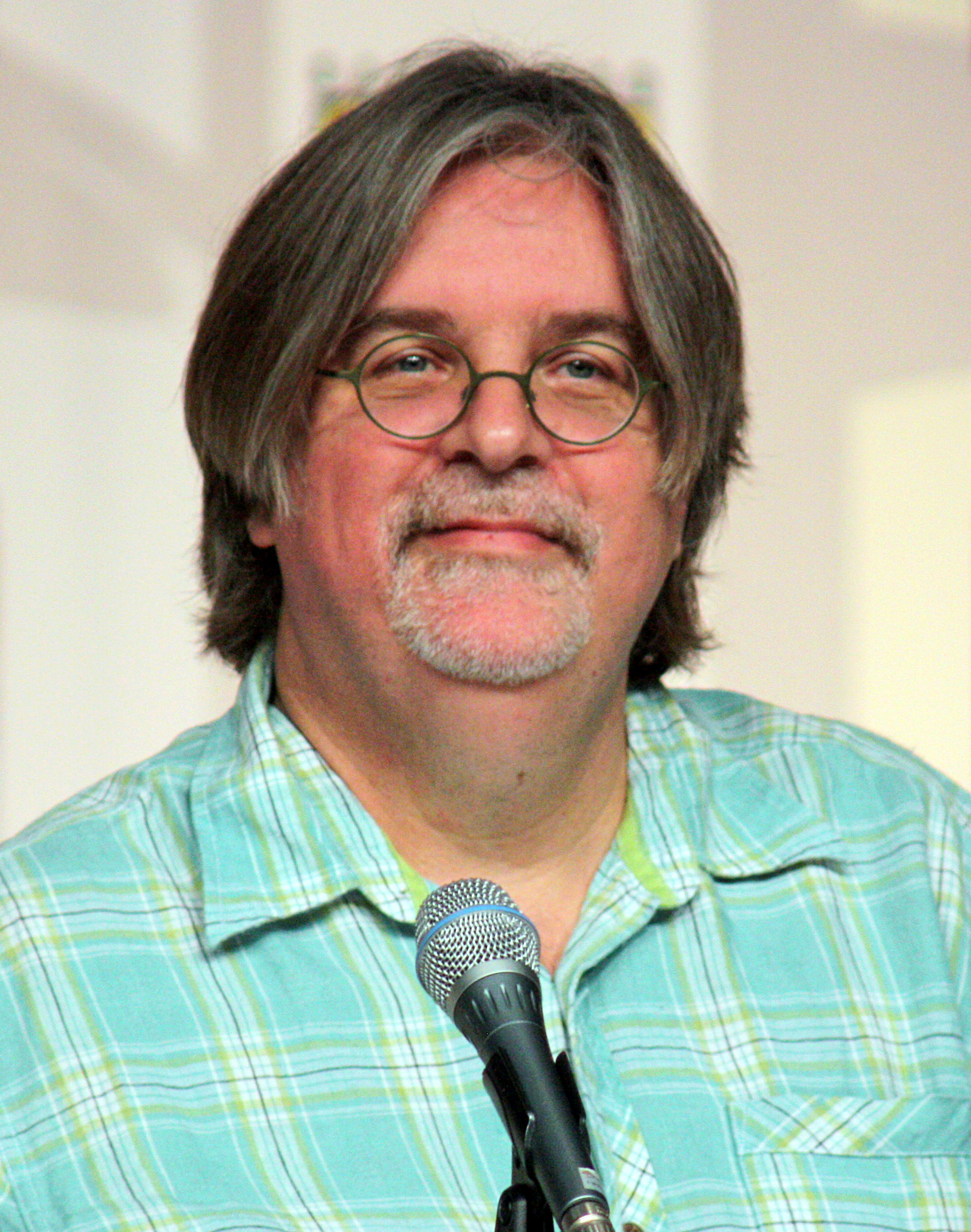
В 2004 году Мэтт Грейнинг был награждён премией British Comedy Award за жизненные достижения.

«Симпсоны» трижды получали премию British Comedy Award, а Мэтт Грейнинг был награждён в 2004 году за выдающийся вклад в комедийный жанр.
| Год  | Категория                           | Результат |
| ---- | ----------------------------------- | --------- |
| 2000 | Лучшее международное комедийное шоу | Победа    |
| 2004 | Лучшее международное комедийное шоу | Победа    |
| 2005 | Лучшее международное комедийное шоу | Победа    |
| 2007 | Лучшая международная комедия        | Номинация |

### Эмми
Симпсоны получили 34 премии прайм-таймовых «Эмми» в четырех категориях, но были номинированы на 78 наград в девяти различных категориях. Две из этих номинаций были за «Simpsons Roasting on an Open Fire», которое было номинировано в 1990 году в качестве отдельного мультфильма, потому что официально оно считается телевизионным специальным, а не частью сериала, однако оно включено в эту статистику. Лучшим годом шоу был 1992 год, когда он выиграл шесть «Эмми», все за выдающееся озвучивание. До 2009 года комитет получил награду «Лучшее озвучивание», поэтому номинаций не было.

В категорию «Лучшая анимационная программа» телесериал попадал ежегодно кроме 1993, 1994 и 2014 годов. 1993 год ознаменовался первым годом, когда продюсеры «Симпсонов» не представили эпизоды на прайм-таймовую премию «Эмми» за лучшую анимационную программу (менее одного часа). До 1993 года сериалу было разрешено участвовать только в категории анимации, но в начале 1993 года правила были изменены, чтобы анимационные телевизионные шоу могли представлять номинации в категории «Лучший комедийный сериал». Продюсеры представили «A Streetcar Named Marge» и «Mr. Plow», но избиратели Эмми не решались ставить карикатуры на живые программы, а «Симпсоны» не получили номинации. Несколько критиков увидели, что шоу не получило номинации как одно из самых больших соревнований за этот год. Команда Симпсонов снова представила эпизоды для «Лучшего комедийного сериала» в следующем сезоне, но они снова не были номинированы. С тех пор сериал представил эпизоды в категории анимации.

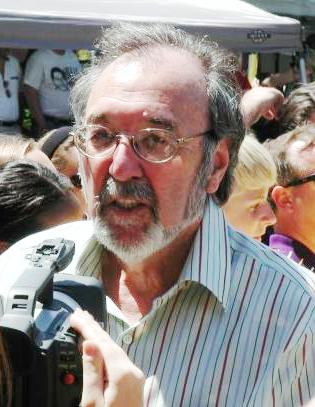
Джеймс Брукс получил одиннадцать премий за «Симпсонов»

#### Лучшая анимационная программа
| Год  | Серия                                    | Результат |
| ---- | ---------------------------------------- | --------- |
| 1990 | «Life on the Fast Lane»                  | Победа    |
| 1990 | «Simpsons Roasting on an Open Fire»      | Номинация |
| 1991 | «Homer vs. Lisa and the 8th Commandment» | Победа    |
| 1992 | «Radio Bart»                             | Номинация |
| 1995 | «Lisa's Wedding»                         | Победа    |
| 1996 | «Treehouse of Horror VI»                 | Номинация |
| 1997 | «Homer's Phobia»                         | Победа    |
| 1998 | «Trash of the Titans»                    | Победа    |
| 1999 | «Viva Ned Flanders»                      | Номинация |
| 2000 | «Behind the Laughter»                    | Победа    |
| 2001 | «HOMR»                                   | Победа    |
| 2002 | «She of Little Faith»                    | Номинация |
| 2003 | «Three Gays of the Condo»                | Победа    |
| 2004 | «The Way We Weren’t»                     | Номинация |
| 2005 | «Future-Drama»                           | Номинация |
| 2006 | «The Seemingly Never-Ending Story»       | Победа    |
| 2007 | «The Haw-Hawed Couple»                   | Номинация |
| 2008 | «Eternal Moonshine of the Simpson Mind»  | Победа    |
| 2009 | «Gone Maggie Gone»                       | Номинация |
| 2010 | «Once Upon a Time in Springfield»        | Номинация |
| 2011 | «Angry Dad: The Movie»                   | Номинация |
| 2012 | «Holidays of Future Passed»              | Номинация |
| 2013 | «Treehouse of Horror XXIII»              | Номинация |
| 2015 | «Treehouse of Horror XXV»                | Номинация |
| 2016 | «Halloween of Horror»                    | Номинация |
| 2017 | «The Town»                               | Номинация |
| 2018 | «Gone Boy»                               | Номинация |
| 2019 | «Mad About the Toy»                      | Победа    |
| 2020 | «Thanksgiving of Horror»                 | Номинация |
| 2021 | «The Dad-Feelings Limited»               | Номинация |
| 2022 | «Pixelated and Afraid»                   | Номинация |
| 2023 | «Treehouse of Horror XXXIII»             | Победа    |

#### Лучшее озвучивание

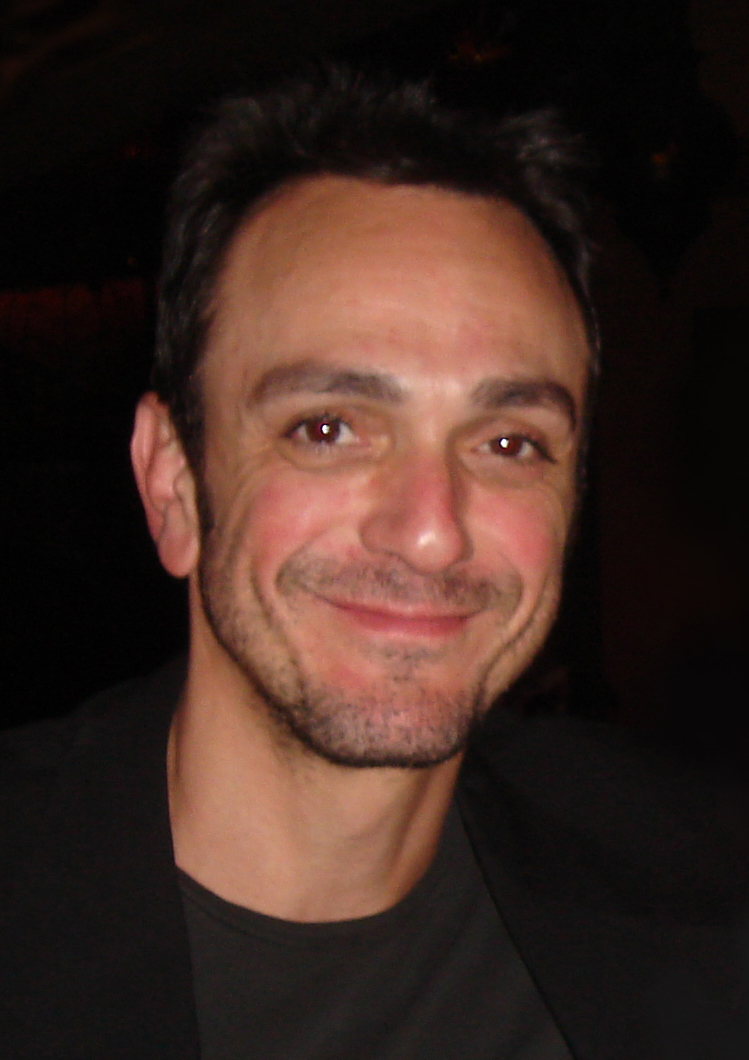
Хэнк Азариа выиграл четыре награды Эмми за выдающееся озвучивание

В 2014 году награда была разделена на две категории: «Лучшее озвучивание персонажа» и «Лучший рассказчик». Номинации и победы в 2014 году и после будут в категории «Озвучивание персонажа».
| Год  | Победитель       | Герой                                                                                                  | Серия                             | Результат |
| ---- | ---------------- | --- | --------------------------------- | --------- |
| 1992 | Нэнси Картрайт   | Барт Симпсон                                                                                           | «Separate Vocations»              | Победа    |
| 1992 | Дэн Кастелланета | Гомер Симпсон                                                                                          | «Lisa's Pony»                     | Победа    |
| 1992 | Джулия Кавнер    | Мардж Симпсон                                                                                          | «I Married Marge»                 | Победа    |
| 1992 | Джеки Мэйсон     | Раввин Хайман Крустофски                                                                               | «Like Father, Like Clown»         | Победа    |
| 1992 | Ярдли Смит       | Лиза Симпсон                                                                                           | «Lisa the Greek»                  | Победа    |
| 1992 | Марсия Уоллес    | Эдна Крабаппл                                                                                          | «Bart the Lover»                  | Победа    |
| 1993 | Дэн Кастелланета | Гомер Симпсон                                                                                          | «Mr. Plow»                        | Победа    |
| 1998 | Хэнк Азариа      | Апу Нахасапимапетилон                                                                                  |                                   | Победа    |
| 2001 | Хэнк Азариа      | Различные персонажи                                                                                    | «Worst Episode Ever»              | Победа    |
| 2003 | Хэнк Азариа      | Различные персонажи                                                                                    | «Moe Baby Blues»                  | Победа    |
| 2004 | Дэн Кастелланета | Различные персонажи                                                                                    | «Today I Am a Clown»              | Победа    |
| 2006 | Келси Грэммер    | Сайдшоу Боб                                                                                            | «The Italian Bob»                 | Победа    |
| 2009 | Хэнк Азариа      | Мо Сизлак                                                                                              | «Eeny Teeny Maya Moe»             | Номинация |
| 2009 | Гарри Ширер      | Различные персонажи                                                                                    | «The Burns and the Bees»          | Номинация |
| 2009 | Дэн Кастелланета | Гомер Симпсон                                                                                          | «Father Knows Worst»              | Победа    |
| 2010 | Хэнк Азариа      | Мо Сизлак Апу Нахасапимапетилон                                                                        | «Moe Letter Blues»                | Номинация |
| 2010 | Дэн Кастелланета | Гомер Симпсон Абрахам Симпсон                                                                          | «Thursdays with Abie»             | Номинация |
| 2010 | Энн Хатауэй      | Принцесса Пенелопа                                                                                     | «Once Upon a Time in Springfield» | Победа    |
| 2011 | Дэн Кастелланета | Гомер Симпсон Барни Гамбл Клоун Красти Луи                                                             | «Donnie Fatso»                    | Номинация |
| 2012 | Хэнк Азариа      | Карл Карлсон Клэнси Виггам Продавец комиксов Даффмен Мексиканский Даффман Мо Сизлак                    | «Moe Goes From Rags To Riches»    | Номинация |
| 2014 | Гарри Ширер      | Кент Брокман Мистер Бёрнс Вэйлон Смитерс                                                               | «Four Regrettings and a Funeral»  | Победа    |
| 2015 | Хэнк Азариа      | Мо Сизлак Водитель Pedicab                                                                             | «The Princess Guide»              | Победа    |
| 2015 | Дэн Кастелланета | Гомер Симпсон                                                                                          | «Bart's New Friend»               | Номинация |
| 2015 | Тресс Макнилл    | Лейни Фонтейн Шонна Миссис Манц                                                                        | «My Fare Lady»                    | Номинация |
| 2017 | Нэнси Картрайт   | Барт Симпсон                                                                                           | «Looking for Mr. Goodbart»        | Номинация |
| 2019 | Хэнк Азариа      | Мо Сизлак Карл Карлсон Даффмен Кирк Ван Хутен                                                          | «From Russia Without Love»        | Номинация |
| 2020 | Хэнк Азариа      | Профессор Фринк Мо Сизлак Шеф Клэнси Виггам Карл Карлсон Клетус Спаклер Кирк Ван Хутен Морской Капитан | «Frinkcoin»                       | Номинация |
| 2020 | Нэнси Картрайт   | Барт Симпсон Нельсон Манц Ральф Виггам Тодд Фландерс                                                   | «Better Off Ned»                  | Номинация |

#### Лучшая музыка и слова
| Год  | Песня                              | Серия                                    | Музыка       | Слова                          | Результат |
| ---- | ---------------------------------- | ---------------------------------------- | ------------ | ------------------------------ | --------- |
| 1994 | «Who Needs The Kwik-E-Mart?»       | «Homer and Apu»                          | Альф Клаузен | Грег Дэниелс                   | Номинация |
| 1995 | «We Do (The Stonecutters Song)»    | «Homer the Great»                        | Альф Клаузен | Джон Шварцвельдер              | Номинация |
| 1996 | «Señor Burns»                      | «Who Shot Mr. Burns? (Part Two)»         | Альф Клаузен | Билл Оукли и Джош Вайнштейн    | Номинация |
| 1997 | «We Put The Spring In Springfield» | «Bart After Dark»                        | Альф Клаузен | Кен Килер                      | Победа    |
| 1998 | «You’re Checkin' In»               | «The City of New York vs. Homer Simpson» | Альф Клаузен | Кен Килер                      | Победа    |
| 2002 | «Ode to Branson»                   | «The Old Man and the Key»                | Альф Клаузен | Джон Витти                     | Номинация |
| 2003 | «Everybody Hates Ned Flanders»     | «Dude, Where’s My Ranch?»                | Альф Клаузен | Иан Макстон-Грэхэм и Кен Килер | Номинация |
| 2004 | «Vote for a Winner»                | «The President Wore Pearls»              | Альф Клаузен | Дэна Гулд                      | Номинация |
| 2005 | «Always my Dad»                    | «A Star Is Torn»                         | Альф Клаузен | Кэролин Омайн                  | Номинация |

#### Лучшая музыкальная композиция для телесериала
| Год  | Серия                       | Композитор   | Результат |
| ---- | --------------------------- | ------------ | --------- |
| 1992 | «Treehouse of Horror II»    | Альф Клаузен | Номинация |
| 1993 | «Treehouse of Horror III»   | Альф Клаузен | Номинация |
| 1994 | «Cape Feare»                | Альф Клаузен | Номинация |
| 1995 | «Treehouse of Horror V»     | Альф Клаузен | Номинация |
| 1998 | «Treehouse of Horror VIII»  | Альф Клаузен | Номинация |
| 1999 | «Treehouse of Horror IX»    | Альф Клаузен | Номинация |
| 2001 | «Simpson Safari»            | Альф Клаузен | Номинация |
| 2004 | «Treehouse of Horror XIV»   | Альф Клаузен | Номинация |
| 2005 | «Treehouse of Horror XV»    | Альф Клаузен | Номинация |
| 2008 | «Treehouse of Horror XVIII» | Альф Клаузен | Номинация |
| 2009 | «Gone Maggie Gone»          | Альф Клаузен | Номинация |
| 2011 | «Treehouse of Horror XXI»   | Альф Клаузен | Номинация |

#### Лучшее музыкальное направление
| Год  | Серия                                               | Музыкальный руководитель | Результат |
| ---- | --------------------------------------------------- | ------------------------ | --------- |
| 1997 | «Simpsoncalifragilisticexpiala(Annoyed Grunt)cious» | Альф Клаузен             | Номинация |
| 1998 | «All Singing, All Dancing»                          | Альф Клаузен             | Номинация |

#### Лучшая главная вступительная музыкальная тема
| Год  | Песня              | Композитор    | Результат |
| ---- | ------------------ | ------------- | --------- |
| 1990 | The Simpsons Theme | Дэнни Эльфман | Номинация |

#### Лучший звук для комедийного телесериала или спецвыпуска
| Год  | Серия                                    | Результат |
| ---- | ---------------------------------------- | --------- |
| 1990 | «The Call of the Simpsons»               | Номинация |
| 1991 | «Homer vs. Lisa and the 8th Commandment» | Номинация |
| 1992 | «Treehouse of Horror II»                 | Номинация |
| 1993 | «Treehouse of Horror III»                | Номинация |
| 1995 | «Bart vs. Australia»                     | Номинация |
| 1997 | «Brother from Another Series»            | Номинация |

#### Лучший звук для комедийного или драматического телесериала (полчаса) и анимации
| Year | Episode               | Result    |
| ---- | --------------------- | --------- |
| 2014 | «Married to the Blob» | Номинация |
| 2015 | «Simpsorama»          | Номинация |
| 2016 | «Halloween of Horror» | Номинация |

#### Лучший монтаж мини-сериала или спецвыпуска
| Год  | Серия                               | Результат |
| ---- | ----------------------------------- | --------- |
| 1990 | «Simpsons Roasting on an Open Fire» | Номинация |

#### Лучшие индивидуальные достижения в анимации
| Год  | Эпизод                      | Аниматор                                       | Результат |
| ---- | --------------------------- | ---------------------------------------------- | --------- |
| 2010 | «Postcards from the Wedge»  | Чарльз Рагинс                                  | Победа    |
| 2013 | «Treehouse of Horror XXIII» | Пол Ви                                         | Победа    |
| 2014 | «Treehouse of Horror XXIV»  | Дмитрий Маланичев (директор по дизайну цветов) | Победа    |
| 2014 | «Treehouse of Horror XXIV»  | Чарльз Рагинс (Дизайнер фона)                  | Победа    |
| 2018 | «Springfield Splendor»      | Кэролайн Круикшанк (Персонажный Аниматор)      | Победа    |

### Environmental Media Awards

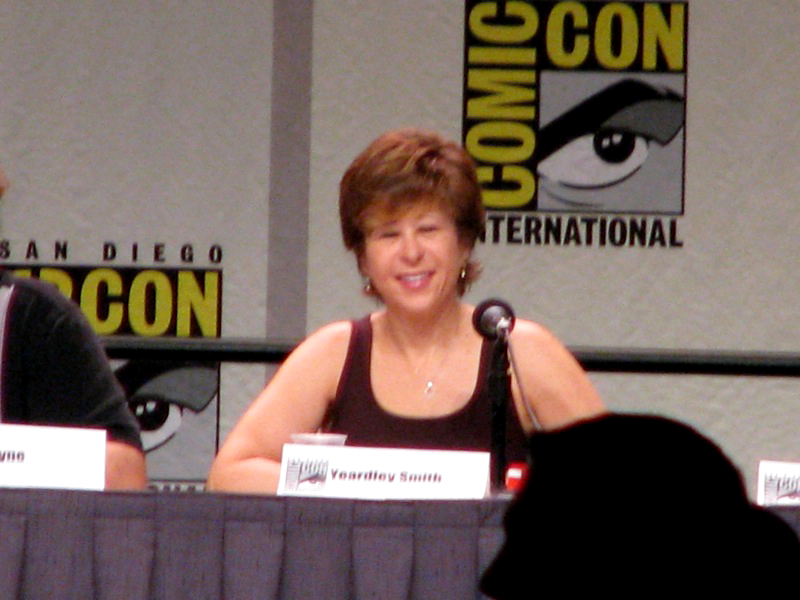
В 2001 году Ярдли Смит была награждена премией EMA за озвучивание Лизы Симпсон

Симпсоны семикратно удостоены премии Environmental Media Awards.
| Год  | Категория                                             | Серия/герой                                             | результат |
| ---- | ----------------------------------------------------- | ------------------------------------------------------- | --------- |
| 1991 | Лучшая телевизионная эпизодическая комедия            | «Two Cars in Every Garage and Three Eyes on Every Fish» | Победа    |
| 1992 | Лучшая телевизионная эпизодическая комедия            | «Mr. Lisa Goes to Washington»                           | Номинация |
| 1994 | Лучшая телевизионная эпизодическая комедия            | «Bart Gets an Elephant»                                 | Победа    |
| 1996 | Лучшая телевизионная эпизодическая комедия            | «Lisa the Vegetarian»                                   | Победа    |
| 1999 | Лучшая телевизионная эпизодическая комедия            | «Bart the Mother»                                       | Победа    |
| 2001 | Премия Совета директоров за постоянную приверженность | Лиза Симпсон                                            | Победа    |
| 2002 | Лучшая телевизионная эпизодическая комедия            | «Brawl in the Family»                                   | Номинация |
| 2003 | Best Television Episodic Comedy                       | «’Scuse Me While I Miss the Sky»                        | Номинация |
| 2004 | Лучшая телевизионная эпизодическая комедия            | «The Fat and the Furriest»                              | Победа    |
| 2005 | Лучшая телевизионная эпизодическая комедия            | «On a Clear Day I Can't See My Sister»                  | Номинация |
| 2005 | Turner Award                                          | «Goo Goo Gai Pan»                                       | Номинация |
| 2006 | Лучшая телевизионная эпизодическая комедия            | «Bonfire of the Manatees»                               | Победа    |
| 2007 | Лучшая телевизионная эпизодическая комедия            | «The Wife Aquatic»                                      | Номинация |
| 2009 | Лучшая телевизионная эпизодическая комедия            | «The Burns and the Bees»                                | Номинация |
| 2015 | Лучшая телевизионная эпизодическая комедия            | «Opposites A-Frack»                                     | Победа    |

### Genesis Awards

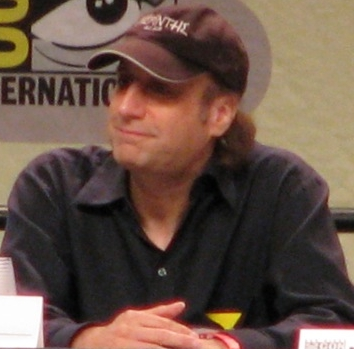
Серия «Lisa the Vegetarian», написанная Девидом Миркином, получила премию Genesis Awards в 1996 году

Премия «Genesis Awards» вручается ежегодно оргпнизацией Humane Society of the United States за освещение темы насилия над животными.
| Год  | Категория                                             | Серия                   | Результат |
| ---- | ----------------------------------------------------- | ----------------------- | --------- |
| 1993 | Лучший комедийный телесериал                          |                         | Победа    |
| 1994 | Лучший комедийный мультсериал, виходящий в прайм-тайм | «Whacking Day»          | Победа    |
| 1995 | Лучший комедийный телесериал                          | «Bart Gets an Elephant» | Победа    |
| 1996 | Лучший комедийный телесериал                          | «Lisa the Vegetarian»   | Победа    |
| 2007 | Sid Caesar Comedy Award                               | «Million Dollar Abie»   | Победа    |
| 2009 | Sid Caesar Comedy Award                               | «Apocalypse Cow»        | Победа    |

### Golden Reel Awards
Премия «Golden Reel Award» вручается ежегодно организацией Motion Picture Sound Editors за достижения в области монтажа диалогов, дублирования, создания звуковых эффектов, шумов и музыкального сопровождения..
| Год  | Номинант                                                | Серия                           | Результат |
| ---- | ------------------------------------------------------- | ------------------------------- | --------- |
| 1998 | Роберт Макстон, Трэвис Пауэрс Норм МакЛауд и Терри Грин | «Treehouse of Horror VIII»      | Победа    |
| 1999 |                                                         |                                 | Номинация |
| 2000 | Боб Бичер                                               | «Treehouse of Horror X»         | Номинация |
| 2000 | Крис Ледезма                                            | «Wild Barts Can’t Be Broken»    | Номинация |
| 2001 | Боб Бичер                                               | «Last Tap Dance in Springfield» | Номинация |
| 2003 | Крис Ледезма                                            | «Large Marge»                   | Номинация |

### Премии Гильдии сценаристов США
Симпсоны выиграли тринадцать наград Гильдии сценаристов США. Анимационная категория была введена в 2003 году, и хотя эпизод Футурамы «Godfellas» выиграл ее в 2003 году, Симпсоны стали доминировать в этой категории, получив награду с 2004 по 2010 и с 2012 по 2015 годы, получив в общей сложности 57 номинаций в этой категории. В 2008 году три автора сериала получили номинацию на написание видеоигры. В 2009 году писатели получили свою первую номинацию в категории комедийных сериалов. В 2011 году авторы шоу получили две номинации в категории и проиграли награду Футураме «The Prisoner of Benda». В 2005 году Дон Пэйн получил премию Пола Селвина за «Fraudcast News».

В 2006 году сценаристы Эл Джин и Майк Рейсс получили премию Animation Writers Caucus Animation Award, которая присуждается авторам, «продвигавшим анимационную литературу в кино и / или телевидении на протяжении многих лет и внесшим выдающийся вклад в профессию автор анимации. В 2010 году давний сценарист Майк Скалли получил эту награду, а в 2012 году создатель сериала Мэтт Грейнинг получил эту награду. В 2013 году эта честь получил соразработчик и давний исполнительный продюсер Сэм Саймон.

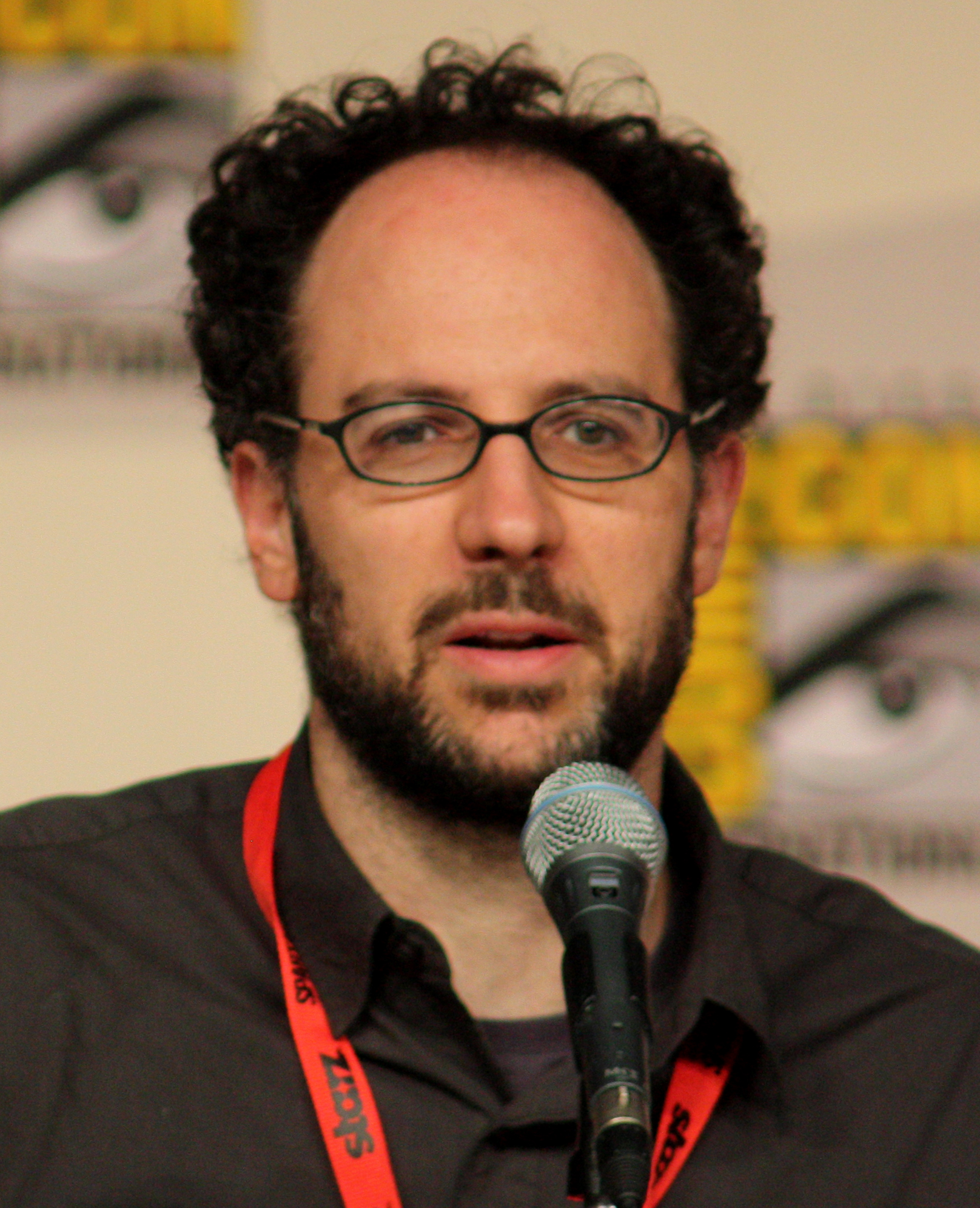
Мэтт Сэлман получил премию Гильдии сценаристов США в 2004 году

#### Анимация
| Год  | Серия                                             | Сценарист                          | Результат |
| ---- | ------------------------------------------------- | ---------------------------------- | --------- |
| 2003 | «Blame It on Lisa»                                | Боб Бендетсон                      | Номинация |
| 2003 | «The Bart Wants What It Wants»                    | Джон Фринк и Дон Пейн              | Номинация |
| 2003 | «Jaws Wired Shut»                                 | Мэтт Сэлман                        | Номинация |
| 2004 | «The Dad Who Knew Too Little»                     | Мэтт Сэлман                        | Победа    |
| 2004 | «Moe Baby Blues»                                  | Дж. Стюарт Бернс                   | Номинация |
| 2004 | «My Mother the Carjacker»                         | Майкл Прайс                        | Номинация |
| 2005 | «Catch 'Em If You Can»                            | Иан Макстон-Грэхэм                 | Победа    |
| 2005 | «Fraudcast News»                                  | Дон Пейн                           | Номинация |
| 2005 | «Milhouse Doesn’t Live Here Anymore»              | Джули и Дэвид Чемберс              | Номинация |
| 2005 | «Today I Am a Clown»                              | Джоэл Х. Коэн                      | Номинация |
| 2006 | «Mommie Beerest»                                  | Майкл Прайс                        | Победа    |
| 2006 | «The Father, the Son, and the Holy Guest Star»    | Мэтт Уорбёртон                     | Номинация |
| 2006 | «The Girl Who Slept Too Little»                   | Джон Фринк                         | Номинация |
| 2006 | «See Homer Run»                                   | Стефани Гиллис                     | Номинация |
| 2006 | «Thank God It's Doomsday»                         | Дон Пейн                           | Номинация |
| 2006 | «There's Something About Marrying»                | Дж. Стюарт Бернс                   | Номинация |
| 2007 | «The Italian Bob»                                 | Джон Фринк                         | Победа    |
| 2007 | «Girls Just Want to Have Sums»                    | Мэтт Сэлман                        | Номинация |
| 2007 | «Kiss Kiss, Bang Bangalore»                       | Дэн Кастелланета и Деб Лакуста     | Номинация |
| 2007 | «Simpsons Christmas Stories»                      | Дон Пейн                           | Номинация |
| 2008 | «Kill Gil: Vols. 1 & 2»                           | Джефф Вестбрук                     | Победа    |
| 2008 | «The Haw-Hawed Couple»                            | Мэтт Сэлман                        | Номинация |
| 2008 | «The Homer of Seville»                            | Кэролин Омайн                      | Номинация |
| 2008 | «Stop, Or My Dog Will Shoot!»                     | Джон Фринк                         | Номинация |
| 2009 | «Apocalypse Cow»                                  | Джефф Вестбрук                     | Победа    |
| 2009 | «The Debarted»                                    | Джоэл Коэн                         | Номинация |
| 2009 | «E Pluribus Wiggum»                               | Майкл Прайс                        | Номинация |
| 2009 | «Homer and Lisa Exchange Cross Words»             | Тим Лонг                           | Номинация |
| 2010 | «Wedding for Disaster»                            | Джоэл Коэн                         | Победа    |
| 2010 | «The Burns and the Bees»                          | Стефани Гиллис                     | Номинация |
| 2010 | «Eeny Teeny Maya Moe»                             | Джон Фринк                         | Номинация |
| 2010 | «Gone Maggie Gone»                                | Билли Кимбалл и Иан Макстон-Грэхэм | Номинация |
| 2010 | «Take My Life, Please»                            | Дон Пейн                           | Номинация |
| 2011 | «Moe Letter Blues»                                | Стефани Гиллис                     | Номинация |
| 2011 | «O Brother, Where Bart Thou?»                     | Мэтт Сэлман                        | Номинация |
| 2012 | «Homer the Father»                                | Джоэл Коэн                         | Победа    |
| 2012 | «Bart Stops to Smell the Roosevelts»              | Тим Лонг                           | Номинация |
| 2012 | «The Blue and the Gray»                           | Роб Лазебник                       | Номинация |
| 2012 | «Donnie Fatso»                                    | Крис Глуэсс                        | Номинация |
| 2013 | «Ned ’N Edna’s Blend»                             | Джефф Вестбрук                     | Победа    |
| 2013 | «Holidays of Future Passed»                       | Дж. Стюарт Бернс                   | Номинация |
| 2013 | «Treehouse of Horror XXIII»                       | Дэвид Мандель и Брайан Келли       | Номинация |
| 2014 | «A Test Before Trying»                            | Джоэл Коэн                         | Победа    |
| 2014 | «Hardly Kirk-ing»                                 | Том Гаммилл и Макс Просс           | Номинация |
| 2014 | «YOLO»                                            | Майкл Набори                       | Номинация |
| 2015 | «Brick Like Me»                                   | Брайан Келли                       | Победа    |
| 2015 | «Covercraft»                                      | Мэтт Селман                        | Номинация |
| 2015 | «Pay Pal»                                         | Дэвид Стейнберг                    | Номинация |
| 2015 | «Steal This Episode»                              | Дж. Стюарт Бернс                   | Номинация |
| 2016 | «Halloween of Horror»                             | Кэролин Омайн                      | Номинация |
| 2016 | «Sky Police»                                      | Мэтт Сэлман                        | Номинация |
| 2016 | «Walking Big & Tall»                              | Майкл Прайс                        | Номинация |
| 2017 | «Barthood»                                        | Дэн Грини                          | Номинация |
| 2018 | «A Father’s Watch»                                | Саймон Рич                         | Номинация |
| 2018 | «The Serfsons»                                    | Брайан Келли                       | Номинация |
| 2019 | «Bart's Not Dead»                                 | Стефани Гиллис                     | Победа    |
| 2019 | «Krusty the Clown»                                | Райан Кох                          | Номинация |
| 2020 | «Go Big or Go Homer»                              | Джон Фринк                         | Номинация |
| 2020 | «Livin’ La Pura Vida»                             | Брайан Келли                       | Номинация |
| 2020 | «Thanksgiving of Horror»                          | Дэн Веббер                         | Победа    |
| 2021 | «Bart the Bad Guy»                                | Дэн Веббер                         | Номинация |
| 2021 | «I, Carumbus»                                     | Сезар Мезариегос                   | Номинация |
| 2021 | «Three Dreams Denied»                             | Даниэль Вайсберг                   | Номинация |
| 2021 | «A Springfield Summer Christmas for Christmas»    | Джессика Конрад                    | Номинация |
| 2022 | «The Star of the Backstage»                       | Элизабет Кирнан Аверик             | Номинация |
| 2022 | «Portrait of a Lackey on Fire»                    | Роб и Джонни Лазебник              | Номинация |
| 2023 | «Pixelated and Afraid»                            | Джон Фринк                         | Номинация |
| 2023 | «The Sound of Bleeding Gums»                      | Лони Стил Состханд                 | Номинация |
| 2023 | «Girls Just Shauna Have Fun»                      | Джефф Уэстбрук                     | Номинация |
| 2024 | «Carl Carlson Rides Again»                        | Лони Стил Состханд                 | Победа    |
| 2024 | «Homer’s Adventures Through the Windshield Glass» | Тим Лонг                           | Номинация |
| 2024 | «A Mid-Childhood Night’s Dream»                   | Кэролин Омайн                      | Номинация |
| 2024 | «Thirst Trap: A Corporate Love Story»             | Роб Лазебник                       | Номинация |

#### Комедийный сериал
| Год  | Сценарист | Результат |
| ---- | --- | --------- |
| 2009 | Дж. Стюарт Бернс, Даниэль Чун, Джоэл Х. Коэн, Кевин Керран, Джон Фринк, Том Гэммилл, Стефани Гиллис, Дэн Грини, Рейд Харрисон, Эл Джин, Билли Кимбэлл, Тим Лонг, Ян Макстон-Грэм, Билл Оденкирк, Кэролайн Омайн, Дон Пэйн, Майкл Прайс, Макс Просc, Майк Рейсс, Майк Скалли, Мэтт Селман, Мэтт Уорбертон, Джефф Вестбрук, Марк Уилмор и Уильям Райт | Номинация |

#### Премия Пола Сельвина
| Год  | Серия            | Сценарист | Результат |
| ---- | ---------------- | --------- | --------- |
| 2005 | «Fraudcast News» | Дон Пэйн  | Победа    |

#### Сценарий к видео-игре
| Год  | Номинант                               | Игра              | Результат |
| ---- | -------------------------------------- | ----------------- | --------- |
| 2008 | Тим Лонг, Мэтт Селман и Мэтт Уорбертон | The Simpsons Game | Номинация |

### Другие премии и награды

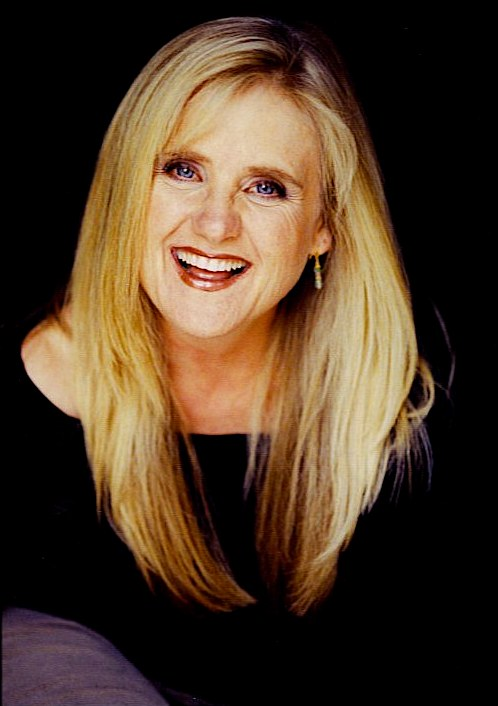
В 1991 году Нэнси Картрайт приняла премию «Kids’ Choice Awards» от телеканала «Nickelodeon», переодевшись перед церемонией вручения в своего героя, Барта Симпсона

В 1997 году «Симпсоны» получили премию Пибоди, впервые вручённую мультипликационному произведению. Через 22 года, в 2019 году, мультсерила повторно получил премию Пибоди.
В 2000 году персонажи получили собственную звезду на Голливудской «Аллее славы» (на иллюстрации в начале статьи).
«Симпсоны» никогда не выигрывали награду «Золотой глобус», но были номинированы в 2002 году в категории «Лучший телесериал» — «Мюзикл» или «Комедия», которую он проиграл «Умерь свой энтузиазм». В 1998 году сериал был номинирован на премию Британской академии телевидения в категории «Лучшая международная программа или серия», но проиграл «Шоу Ларри Сандерса». В 1996 году сегмент «Гомер3» из «Treehouse of Horror VI» был удостоен главного приза Оттавского международного анимационного фестиваля.
| Год  | Премия                                   | Категория                                           | Номинант                                                | Результат |
| ---- | ---------------------------------------- | --------------------------------------------------- | ------------------------------------------------------- | --------- |
| 2004 | Australian Kids’ Choice Awards           | Любимая видеоигра                                   | The Simpsons: Hit & Run                                 | Победа    |
| 2004 | Australian Kids’ Choice Awards           | Любимая телепередача                                |                                                         | Победа    |
| 2005 | Australian Kids’ Choice Awards           | Любимая телепередача                                |                                                         | Победа    |
| 2006 | Australian Kids’ Choice Awards           | Любымый мультфильм                                  |                                                         | Победа    |
| 2007 | Australian Kids’ Choice Awards           | Любымый мультфильм                                  |                                                         | Победа    |
| 2008 | Australian Kids’ Choice Awards           | Любымый мультфильм                                  |                                                         | Номинация |
| 2009 | Australian Kids’ Choice Awards           | Любымый мультфильм                                  |                                                         | Номинация |
| 2001 | American Comedy Award                    | Самый смешной мультсериал                           |                                                         | Победа    |
| 1998 | British Academy Television Awards        | Лучшая международная передача или сериал            |                                                         | Номинация |
| 2000 | CINE Golden Eagle Award                  |                                                     | «Treehouse of Horror X»                                 | Победа    |
| 2017 | Выбор телевизионных критиков             | Лучший анимационный сериал                          | «Симпсоны»                                              | Номинация |
| 1997 | GLAAD Media Award                        | Выдающиеся эпизод те телевидении                    | «Homer's Phobia»                                        | Победа    |
| 2002 | Золотой глобус                           | Лучший телевизионный сериал — комедия или мюзикл    |                                                         | Номинация |
| 2009 | Премия NAACP Image                       | Выдающиеся сценарий в комедийном сериале            | Марк Уилмор «Mypods and Boomsticks»                     | Номинация |
| 2010 | Премия NAACP Image                       | Выдающиеся сценарий в комедийном сериале            | Марк Уилмор «The Good, the Sad and the Drugly»          | Номинация |
| 1991 | Kids' Choice Awards                      | Саммая любимая телепередача                         |                                                         | Победа    |
| 2002 | Kids' Choice Awards                      | Самый любимый мультфильм                            |                                                         | Победа    |
| 2008 | Kids' Choice Awards                      | Самый любимый мультфильм                            |                                                         | Номинация |
| 2009 | Kids' Choice Awards                      | Самый любимый мультфильм                            |                                                         | Номинация |
| 2010 | Kids' Choice Awards                      | Самый любимый мультфильм                            |                                                         | Номинация |
| 2018 | Kids' Choice Awards                      | Самый любимый мультфильм                            |                                                         | Номинация |
| 2020 | Kids' Choice Awards                      | Самый любимый мультсериал                           |                                                         | Номинация |
| 2012 | Neox Fan Awards                          | Лучший телесериал                                   |                                                         | Номинация |
| 2013 | Neox Fan Awards                          | Лучший телесериал                                   |                                                         | Номинация |
| 2013 | Neox Fan Awards                          | Лучший персонаж по версии «Neon»                    | Барт Симпсон                                            | Победа    |
| 2015 | Neox Fan Awards                          | Лучший телесериал                                   |                                                         | Номинация |
| 2006 | Спутник                                  | Лучший DVD-релиз телепрограммы                      | «The Simpsons: The Complete Eighth Season» DVD boxset   | Победа    |
| 2008 | Спутник                                  | Лучший DVD-релиз телепрограммы                      | «The Simpsons: The Complete Eleventh Season» DVD boxset | Номинация |
| 1993 | Сатурн                                   | Лучший телесериал                                   |                                                         | Победа    |
| 2017 | Сатурн                                   | Лучший анимационный сериал или фильм на телевидении |                                                         | Номинация |
| 2018 | Сатурн                                   | Лучший анимационный сериал или фильм на телевидении |                                                         | Номинация |
| 1990 | Премия Ассоциации телевизионных критиков | Outstanding Achievement in Comedy                   |                                                         | Победа    |
| 2002 | Премия Ассоциации телевизионных критиков | Heritage Award                                      |                                                         | Победа    |
| 2006 | Teen Choice Awards                       | Выбор анимационного шоу                             |                                                         | Номинация |
| 2007 | Teen Choice Awards                       | Выбор анимационного шоу                             |                                                         | Победа    |
| 2008 | Teen Choice Awards                       | Выбор анимационного шоу                             |                                                         | Номинация |
| 2009 | Teen Choice Awards                       | Выбор анимационного шоу                             |                                                         | Номинация |
| 2011 | Teen Choice Awards                       | Выбор анимационного шоу                             |                                                         | Победа    |
| 2012 | Teen Choice Awards                       | Выбор анимационного шоу                             |                                                         | Победа    |
| 2013 | Teen Choice Awards                       | Выбор анимационного шоу                             |                                                         | Победа    |
| 2014 | Teen Choice Awards                       | Выбор анимационного шоу                             |                                                         | Победа    |
| 2007 | UK Kids’ Choice Awards                   | Best Cartoon                                        |                                                         | Победа    |
| 2002 | Премия «Молодой актёр»                   | Best Family TV Comedy Series                        |                                                         | Номинация |
| 2004 | Премия «Молодой актёр»                   | Самые популярные родители в телесериале             | Джулия Кавнер и Дэн Кастелланета                        | Победа    |
| 2004 | Премия «Молодой актёр»                   | Лучший комедийный телесериал                        |                                                         | Номинация |

## Награды за фильм «Симпсоны в кино»

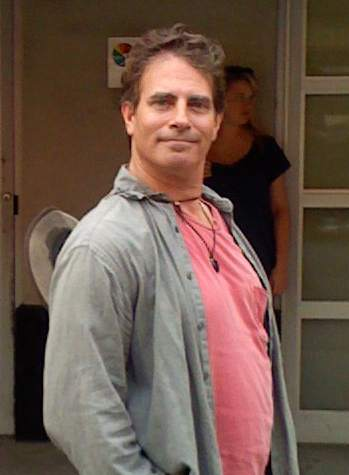
Дэвид Силверман, режиссёр фильма «Симпсоны в кино».

Полнометражный фильм «Симпсоны в кино» был выпущен 27 июля 2007 года и имел финансовый успех, получив свыше 500 миллионов долларов по всему миру.
| Год  | Премия                                | Категория                                             | Номинант(ы) | Результат |
| ---- | ------------------------------------- | ----------------------------------------------------- | --- | --------- |
| 2007 | Премия «Энни»                         | Лучший анимационный полнометражный фильм              | | Номинация |
| 2007 | Премия «Энни»                         | Лучшая режиссура в анимационном полнометражном фильме | Дэвид Силверман | Номинация |
| 2007 | Премия «Энни»                         | Лучшая озвучка в анимационном полнометражном фильме   | Джулия Кавнер за Мардж Симпсон | Номинация |
| 2007 | Премия «Энни»                         | Лучший сценарий в анимационном полнометражном фильме  | Джеймс Л. Брукс, Мэтт Грейнинг, Эл Джин, Йен Макстон-Грэм, Джордж Мейер Дэвид Миркин, Майк Рейсс, Майк Скалли, Мэтт Селман, Джон Шварцвелдер и Джон Витти | Номинация |
| 2008 | Премия BAFTA                          | Лучший анимационный фильм                             | Мэтт Грейнинг, Джеймс Л. Брукс | Номинация |
| 2007 | Премия Британской комедии             | Лучший комедийный фильм                               | | Победа    |
| 2007 | Кинопремия «Выбор критиков»           | Лучший анимационный полнометражный фильм              | | Номинация |
| 2007 | Премия Ассоциации кинокритиков Чикаго | Лучший анимационный фильм                             | | Номинация |
| 2008 | Премия экологических медиа            | Лучший полнометражный фильм                           | | Номинация |
| 2007 | Премия «Золотой глобус»               | Лучший анимационный полнометражный фильм              | | Номинация |
| 2008 | Премия Golden Reel                    | Лучший звуковой монтаж в анимационном фильме          | | Номинация |
| 2007 | Премия «Золотой трейлер»              | Лучший трейлер анимационного/семейного фильма         | | Победа    |
| 2007 | Премия Национального кино             | Лучшая анимация                                       | | Победа    |
| 2008 | Kids' Choice Awards                   | Любимый анимационный фильм                            | | Номинация |
| 2007 | MTV Movie Awards                      | Лучший фильм лета, который ещё не видели              | | Номинация |
| 2007 | Премия Общества кинокритиков онлайн   | Лучший анимационный фильм                             | | Номинация |
| 2008 | People's Choice Awards                | Любимый комедийный фильм                              | | Номинация |
| 2007 | Премия Гильдии продюсеров США         | Лучший анимационный фильм                             | Джеймс Л. Брукс, Мэтт Грейнинг Эл Джин, Ричард Сакай и Майк Скалли                                                                                        | Номинация |
| 2007 | Премия «Спутник»                      | Лучший анимационный фильм                             | | Номинация |
| 2008 | Премия «Сатурн»                       | Лучший анимационный фильм                             | | Номинация |
| 2007 | Teen Choice Awards                    | Лучший летний фильм – Комедия/Мюзикл                  | | Номинация |
| 2007 | Kids' Choice Awards Великобритании    | Лучший фильм года                                     | | Победа    |

## Награды за короткометражку «Симпсоны: Мучительная продлёнка»
«Симпсоны: Мучительная продлёнка» — это короткометражный фильм с Мэгги Симпсон в главной роли, который был показан перед показом фильма «Ледниковый период 4: Континентальный дрейф» 13 июля 2012 года в США.
| Год  | Премия | Категория                                  | Результат |
| ---- | ------ | ------------------------------------------ | --------- |
| 2013 | Энни   | Лучшая анимационная короткометражка        | Номинация |
| 2013 | Оскар  | Лучший анимационный короткометражный фильм | Номинация |